# Emily Bader
Emily Bader (Temecula, California; 8 de noviembre de 1996) es una actriz estadounidense de cine y televisión. Conocida por su actuación en la serie de televisión de Amazon Studios My Lady Jane. Las películas en las que ha participado incluyen Paranormal Activity: Next of Kin (2021) y Fresh Kills (2023).

## Biografía
Originaria de Temecula, California, estudió teatro en la Universidad Loyola Marymount en Los Ángeles, donde se graduó en 2016 con una Licenciatura en Artes Escénicas. Hizo su debut teatral profesional en el teatro Geffen Playhouse de Los Ángeles en la obra Our Very Own Carlin McCullough en 2018.
Su primer trabajo en pantalla fue en 2016 cuando apareció en un episodio de la serie de televisión, Married with Secrets, donde interpretó el papel de Shannon Farris. En 2021, interpretó el personaje principal de Margot en la película de terror sobrenatural Paranormal Activity: Next of Kin. En diciembre de 2021, fue elegida para el papel principal en el proyecto Fresh Kills de Jennifer Esposito como Rose, la hija del personaje interpretado por Esposito. La película se estrenó en el Festival de Cine de Tribeca en junio de 2023.
En 2022, apareció como Chloe en la cuarta temporada de la serie de fantasía para adultos jóvenes Charmed. En agosto de 2022, fue elegida para interpretar el personaje histórico de Lady Jane Grey en la serie de televisión de comedia dramática histórica de ocho capítulos de Amazon Studios, My Lady Jane, junto con Edward Bluemel, Dominic Cooper y Jim Broadbent.
En agosto de 2024, se anunció que Bader coprotagonizaría junto a Tom Blyth la película romántica de Netflix, People We Meet On Vacation, basada en la novela del mismo título de Emily Henry.

## Filmografía
| Año            | Título                           | Papel           | Notas                             | Ref.         |
| -------------- | -------------------------------- | --------------- | --------------------------------- | ------------ |
| 2016           | Married with Secrets             | Shannon Farris  | Episodio «Fear the Ether Man»     |              |
| 2016           | Instaland                        | Marisa          | Telefilme                         |              |
| 2017           | My Crazy Sex                     | Michelle        | Episodio «Love Hurts»             |              |
| 2017           | Game Shakers                     | Chiffon         | Episodio «Bear Butt Laser Runner» |              |
| 2017           | Stalker Club                     | Teresa          | Telefilme                         |              |
| 2017           | Henry Danger                     | Chiffon         | Episodio «License to Fly»         |              |
| 2017           | House of the Witch               | Lana            | Telefilme                         |              |
| 2018           | Stalked by a Reality Star        | Kendra          | Telefilme                         |              |
| 2018           | Broken Visions                   | Casey           | 4 episodios                       |              |
| 2020           | Anonymous Killers                | Teenage Marlene |                                   |              |
| 2021           | Paranormal Activity: Next of Kin | Margot          | Papel principal                   | [ 3 ]        |
| 2022           | Charmed                          | Chloe           | 5 episodios                       | [ 6 ]        |
| 2023           | Fresh Kills                      | Rose            | Papel principal                   | [ 4 ]        |
| 2024           | My Lady Jane                     | Lady Jane Grey  | Papel principal; 8 episodios      | [ 8 ]        |
| —              | People We Meet on Vacation       | Poppy Wright    | Película; papel principal         | [ 9 ] [ 10 ] |
| (Fuente: IMDb) |                                  |                 |                                   |              |